# Pedeapsă colectivă

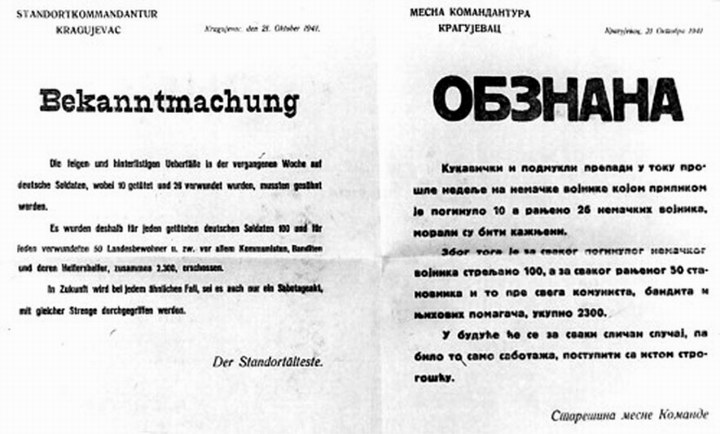
Anunțul cu privire la executarea a 2.300 de civili la Kragujevac ca represalii pentru uciderea a 10 soldați germani de către partizanii iugoslavi

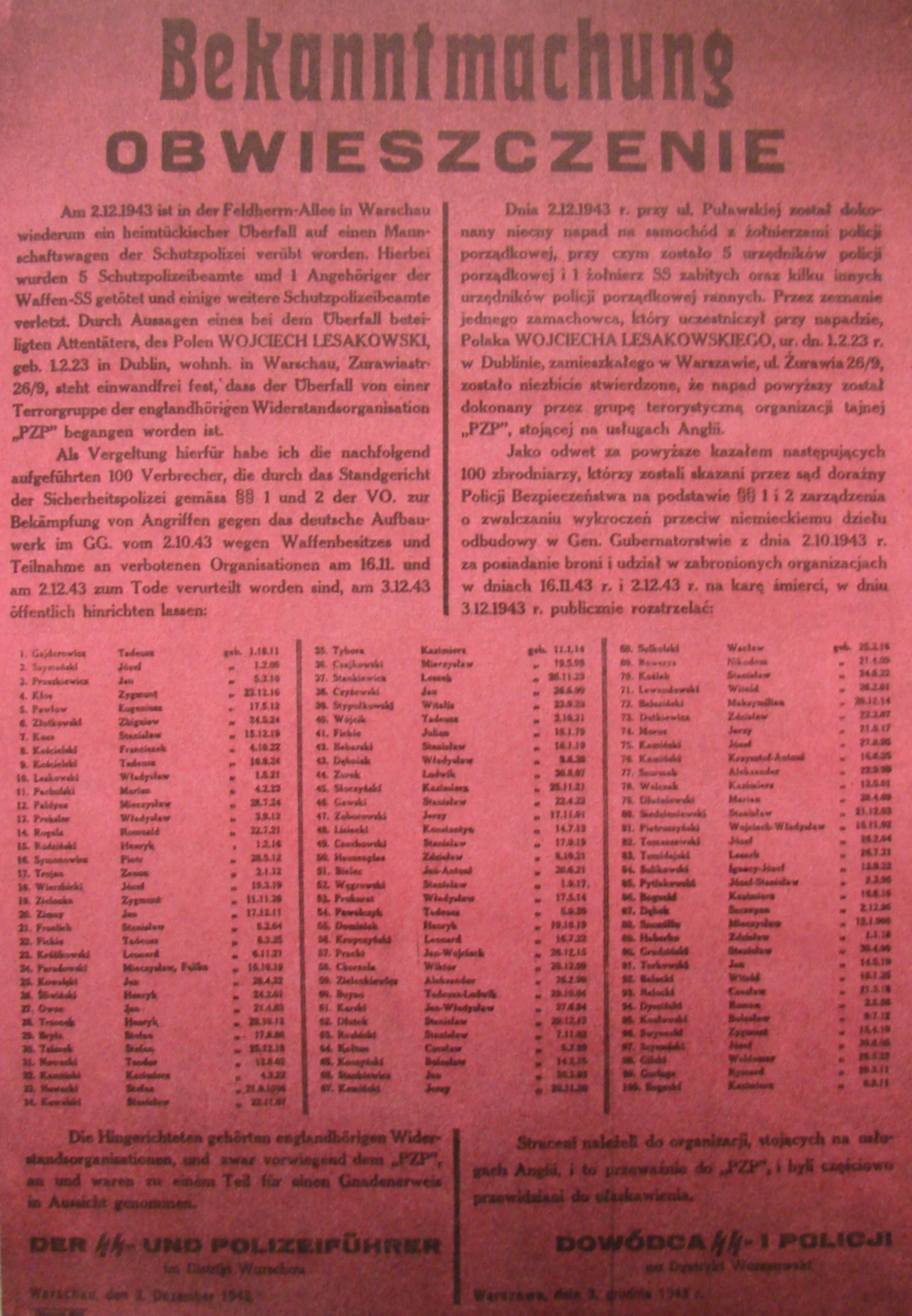
Anunțul cu privire la executarea a 100 de ostatici polonezi ca represalii pentru uciderea a 5 polițiști germani și un membru al SS de către luptătorii Armia Krajowa

Pedeapsa colectivă este o formă de represalii în care sunt vizați membrii familiei, prietenii, cunoștințele, coreligionarii, membrii aceiași clase sociale, membrii aceluiași partid politic, vecinii sau întregul grup etnic al unui suspect. Grupul pedepsit poate să nu aibă adesea nicio asociere directă cu ceilalți indivizi sau grupuri, sau vreun control direct asupra acțiunilor lor. În timp de război sau conflict armat, pedeapsa colectivă a dus la atrocități și este o încălcare a legilor războiului și a Convențiilor de la Geneva. Din punct de vedere istoric, puterile de ocupație au folosit pedeapsa colectivă pentru ca să descurajeze sau să răzbune atacurile asupra forțelor lor de către mișcările de rezistență. Pedeapsa colectivă a vizat distrugerea unor orașe și sate întregi, despre care se credea că au adăpostit sau au ajutat luptătorii din mișcările de rezistență.